# Avangard (hypersonický kluzák)
Avangard (rusky  Aвангард; dříve známý jako Objekt 4202, Yu-71 a Yu-74) je ruský hypersonický kluzák (anglicky HGV – Hypersonic Glide Vehicle), který je vynášen mezikontinentálními balistickými raketami UR-100UTTKh, R-36M2, RS-28 Sarmat a RS-26 Rubež. Kluzák může nést jak konvenční, tak nukleární bojovou hlavici.
Avangard je jednou ze šesti nových ruských strategických zbraní, které 1. března 2018 představil ruský prezident Vladimir Putin.

## Historie
Podle Vladimira Putina přimělo Rusko k zahájení vývoje hypersonických zbraní odstoupení USA od smlouvy ABM v roce 2002: „Museli jsme tyto hypersonické zbraně vytvořit v reakci na rozmístění amerického systému strategické protiraketové obrany, který by byl v budoucnu schopen prakticky neutralizovat veškerý náš jaderný potenciál“. V roce 2007 se Putin na otázku ohledně amerických plánů na rozmístění protiraketové obrany v Evropě zmínil, že Rusko vyvíjí „strategické zbraňové systémy zcela jiného typu, které budou létat hypersonickou rychlostí a budou schopny manévrovat“. 
Letecké zkoušky Avangardu (v té době nazývaného JU-71 a JU-74) údajně proběhly mezi únorem 2015 a červnem 2016 na palubě těžkých mezikontinentálních raket UR-100UTTKh, vypouštěných z Dombarovské letecké základny v Orenburské oblasti. Dosáhl rychlosti 11 200 km/h (3 100 m/s) a úspěšně zasáhl cíle na zkušební raketové střelnici Kura v Kamčatském kraji.
V říjnu 2016 se uskutečnil další letový test na těžké raketě R-36M2 vypuštěné opět z Dombarovské letecké základny, která úspěšně zasáhla cíl na střelnici Kura. Jednalo se údajně o první zcela úspěšný test kluzáku.
Dne 1. března 2018 ruský prezident Vladimir Putin ve svém prezidentském projevu k Federálnímu shromáždění v Moskvě oznámil, že testování zbraně je dokončeno a že byla zahájena její sériová výroba. To dále potvrdil velitel Raketových vojsk strategického určení generálplukovník Sergej Karakajev.
Poslední letová zkouška proběhla 26. prosince 2018. Avangard nesený raketou UR-100UTTKh vypuštěnou z Dombarovské letecké základny úspěšně zasáhl cíl na střelnici Kura. Místopředseda ruské vlády Jurij Borisov o den později prohlásil, že kluzák letěl 27násobnou rychlostí zvuku (32 000 km/h / 8 945 m/s).
Podle tiskové služby ruského ministerstva obrany TASS byl Avangard předveden americké inspekční skupině v souladu s postupy nové dohody START ve dnech 24.–26. listopadu 2019.
Dne 27. prosince 2019 první raketový pluk vyzbrojený raketami s kluzáky Avangard oficiálně vstoupil do bojové služby.
Dne 19. září 2020 byl Herbertu Jefremovovi, poradci pro vědu v konstrukční kanceláři NPO Mašinostrojenije, udělen Řád svatého Ondřeje za přínos k vývoji Avangardu.

## Design
Hypersonický kluzák se od návratových těles tradičních balistických raket odlišuje schopností manévrovat a operovat v menších výškách. Kombinace manévrovacích schopností a vysoké hypersonické rychlosti tak představuje pro konvenční protiraketovou obranu značnou výzvu. Vzhledem k tomu, že útočník vybavený touto technologií má aktuálně nad obráncem převahu, očekává se v reakci rozběhnutí závodů ve zbrojení, typických pro období Studené války.
Podle analýzy z otevřených zdrojů, kterou provedla společnost Jane's, je Avangard čistě klouzavý prostředek bez vlastní pohonné jednotky. Při přiblížení k cíli je kluzák údajně schopen ostrých vysokorychlostních horizontálních a vertikálních úhybných manévrů, což jej podle ruských představitelů činí „nezranitelným proti jakékoli protiraketové obraně“. Tato tvrzení však pravděpodobně překračují skutečné schopnosti kluzáku.
Odborník na kontrolu zbrojení Jeffrey Lewis z Institutu mezinárodních studií, který je znám jako popularizátor nešíření zbraní a strategických témat prostřednictvím svého blogu „Arms Control Wonk“, se vyjádřil ke schopnosti Avangardu vyhnout se protiraketové obraně skepticky. Uvedl, že „klouzavý let v nižších výškách má za následek snížení rychlosti, než ve chvíli návratu do atmosféry“.
Síla jaderné hlavice nesené kluzákem Avangard údajně přesahuje 2 megatuny TNT. I samotná vysoká rychlost hlavice jí pravděpodobně dává mnohem lepší schopnost průniku cílem než lehčím podzvukovým střelám. Při hmotnosti 2 000 kg a rychlosti 20–27 Mach má Avangard kinetickou energii 92,5–168,5 gigajoulů, což odpovídá energii výbušniny 22 108–40 283 kg TNT, takže je pro velké cíle smrtící i bez jaderné nálože.

## Uživatelé
- Rusko – Raketová vojska strategického určení jsou jediným provozovatelem systému. Od prosince 2021 je 6 mezikontinentálních raket UR-100NUTTH vybavených Avangardem nasazeno u 13. raketové divize v Jasném v Orenburské oblasti.